# Sellersville
Sellersville est un borough des États-Unis, dans le comté de Bucks, en Pennsylvanie. Elle dispose du statut de borough.

## Personnalités
Donald Haldeman (1947-), champion olympique de tir en 1976, y est né.